# كيبك نورديك
كيبك نورديك (بالإنجليزية: Quebec Nordiques)‏ هو نادي هوكي الجليد كندي تأسس في 1972 ، يقع مقره الرئيسي في مدينة كيبك، ويلعب في دوري الهوكي الوطني.